# 浅見川
浅見川（あさみがわ）は、福島県双葉郡広野町を流れる河川であり、二級水系浅見川水系の本流である。

## 地理
広野町北東部の上浅見川地区にて周辺の山中を水源とする流れを集め端を発する。浅見川渓谷として山間部を東進したのち、広野町中部の上浅見川、下浅見川両地区を横断し太平洋に至る。最上流部は一部いわき市に入り込んでおり、いわき市のごく一部も流域に含まれる。

## 支流
下流より記載
- 小名入川
- 箒平川

### 流域の自治体
福島県
- 双葉郡
  - 広野町

## 災害
- 2011年3月11日 - 東北地方太平洋沖地震に伴う津波により河口部周辺に壊滅的な被害をもたらした。

## 主な橋梁
下流より記載
- 日の出橋（一級町道148号高萩田中線）
- 坊田橋（広野町道164号高萩坊田線）
- 浅見川橋梁（JR常磐線）
- 浅見川橋（国道6号）
- 大谷内橋（農道）
- 浅倉橋（二級町道50号中央台山ノ神線）
- 長畑橋（広野町道152号虻木線）
- （農道）
- 湯沢橋（農道）
- 浅見川橋（常磐自動車道）
- 小松橋（二級町道46号小松南山線）
- 上浅見川橋（福島県道35号いわき浪江線）
- 牛道橋（広野町道45号南山小滝平線）